# دیوان عالی اورشلیم

نشان پادشاهی اورشلیم (صلیب اورشلیم).

دیوان عالی اورشلیم (انگلیسی: Haute Cour)، شورای فئودالی پادشاهی اورشلیم متشکل از بارون، فرماندهان، اربابان و پادشاه و پاتریارک اورشلیم بود. این دیوان همچنین با نام لاتین کوریا جنرالیس به‌معنای «کوریای کل» نیز شناخته می‌شود.
این دیوان ترکیبی از قوه مقننه و قضا بود که پس از نخستین جنگ صلیبی همراه با شکل‌گیری پادشاهی جدید در اورشلیم، برپا شد. براساس ساختار، تمامی پادشاه تابع تصمیمات آن بودند و تنها به‌عنوان یک عضو حق حضور در این دیوان را داشتند اما قدرت اصلی در این دیوان در دستان اشراف، بارون‌ها و فرماندهان محلی بود. این دیوان در نهایت منجر به شکل‌گیری سیستمی از اشراف برتر (تحت امر مستقیم پادشاه) و اشراف کهتر (تحت امر اشراف برتر) شد که هر یک متناسب با شرایط خود، وظایف و امتیازاتی داشتند. این هر زمان که لازم بود، می‌توانست تشکیل جلسه دهد و نخستین جلسه مهم به جنگ صلیبی دوم بازمی‌گردد، زمانی که صلیبیون در دیوان که در عکا برگزار شد، تصمیم گرفتند به دمشق حمله برند. پس از آن استادان فرقه‌های نظامی همچون شوالیه‌های معبد و مهمان‌نواز حق شرکت در این دیوان و همچنین حق رای را پیدا کردند.

## وظایف
مهمترین وظیفه این دیوان حول مسئله مالیات‌گیری و اعلان جنگ و لشکرکشی بود. به‌نحوی که به محض تایید دیوان، تمامی افرادی از جمله پادشاه موظف به آمادگی برای جنگ می‌شدند. مهمتر از آن این دیوان وظیفه انتخاب دربار پادشاه و نایب‌السطنه و حل اختلاف میان مدعیان را برعهده داشت. با آغاز سلطنت جدید، پادشاه جدید موظف بود در دیوان شرکت کرده و سوگند یاد کند. معمولا این دیوان در جایگاه مشاور پادشاه بود اما در صورت نیاز می‌توانست با تصمیمات پادشاه مخالف کند یا آنها را رد کند.